# Globo pallido
Il globo pallido (in latino globus pallidus) è una struttura subcorticale del cervello. Consiste di due segmenti adiacenti, uno esterno, noto nei roditori semplicemente come globo pallido, e uno interno, noto nei roditori come nucleo entopeduncolare. Fa parte del telencefalo, ma mantiene stretti legami funzionali con il subtalamo nel diencefalo - entrambi sono parte del sistema extrapiramidale. Il globo pallido è un componente importante dei gangli della base, con i principali input provenienti dallo striato e principali output diretti al talamo e alla substantia nigra. Quest'ultima è costituita da elementi neuronali simili, ha afferenze simili dallo striato, proiezioni simili al talamo e ha una sinaptologia simile. Nessuna delle due strutture riceve afferenze corticali dirette, ed entrambi ricevono sostanziali input aggiuntivi dal talamo intralaminare.

## Struttura
I nuclei pallidi sono costituiti dagli stessi componenti neuronali. Nei primati, quasi tutti i neuroni pallidali sono molto grandi, parvalbumina-positivi, con arborizzazioni dendritiche molto grandi. Questi hanno la particolarità di avere la forma tridimensionale di dischi piatti, paralleli l'uno all'altro, paralleli al bordo del pallido e perpendicolari agli assoni striatopallidali afferenti. Ci sono solo pochi piccoli neuroni del circuito locale.
Il globo pallido è attraversato dai numerosi assoni mielinizzati del fascio striato-pallidonigrale che gli conferiscono l'aspetto pallido da cui prende il nome.
L'ultrastruttura è molto particolare, poiché i lunghi dendriti sono ovunque, senza discontinuità, coperti da sinapsi.

### Parti
Nei primati, il globo pallido è diviso in due parti dalla lamina midollare mediale. Queste sono il globo pallido interno (GPi) e il globo pallido esterno (GPe); entrambi sono composti da nuclei chiusi circondati da pareti mieliniche.
Il pallido ventrale si trova all'interno della substantia innominata e riceve connessioni efferenti dallo striato ventrale (il nucleus accumbens e il tubercolo olfattivo). Proietta al nucleo dorsomediale del talamo dorsale, che a sua volta proietta alla corteccia prefrontale; proietta anche al nucleo pedunculopontino e alle aree motorie tegmentali. La sua funzione è di fungere da interfaccia motrice limbico-somatica ed è coinvolto nella pianificazione e inibizione dei movimenti dal complesso striatopallidale dorsale.

## Funzioni

Il circuito della dopamina nella malattia di Parkinson

Il globo pallido è una struttura del cervello coinvolta nella regolazione del movimento volontario. Fa parte dei gangli della base, che, tra le molte altre cose, regolano i movimenti che avvengono a livello subconscio. Se il globo pallido è danneggiato, può causare disturbi del movimento, poiché la sua funzione regolatrice sarà compromessa. Ci possono essere casi in cui il danno è deliberatamente indotto, come in una procedura nota come pallidotomia, in cui viene creata una lesione per ridurre i tremori muscolari involontari. Nella regolazione del movimento, il globo pallido ha un'azione principalmente inibitoria che equilibra l'azione eccitatoria del cervelletto. Questi due sistemi si sono evoluti per lavorare in armonia l'uno con l'altro, per consentire movimenti fluidi e controllati. Gli squilibri possono causare tremori, scatti e altri problemi di movimento, come si vede in alcuni pazienti con disturbi neurologici progressivi. I gangli basali agiscono a livello subconscio, senza richiedere uno sforzo cosciente per funzionare. Ad esempio, quando qualcuno prende una decisione per dedicarsi a un'attività come accarezzare un cane, queste strutture aiutano a regolare il movimento per renderlo il più agevole possibile e a rispondere al feedback sensoriale. Allo stesso modo, il globo pallido è coinvolto nella costante e sottile regolazione del movimento che consente alle persone di camminare e impegnarsi in un'ampia varietà di altre attività.